# بلايند ألفرد ريد
بلايند ألفرد ريد (بالإنجليزية: Blind Alfred Reed) هو موسيقي وكاتب أغاني أمريكي، ولد في 15 يونيو 1880 في مقاطعة فلويد في الولايات المتحدة، وتوفي في 17 يناير 1956.

## وصلات خارجية
- بلايند ألفرد ريد على موقع ميوزك برينز (الإنجليزية)
- بلايند ألفرد ريد على موقع أول ميوزيك (الإنجليزية)
- بلايند ألفرد ريد على موقع ديسكوغز (الإنجليزية)